# Salaam-e-Ishq
Salaam-e-Ishq oder auch Salaam-E-Ishq: Huldigung der Liebe (Hindi: सलाम-ए-इश्क़, Urdu: سلام عشق, übersetzt: Ein Tribut an die Liebe) ist ein Bollywood-Ensemblefilm aus dem Jahr 2007. Der Film wurde vor allem außerhalb Indiens zum Erfolg.

## Handlung
Der Film erzählt von der Liebe, die sechs Paare auf unterschiedlichem Wege begleitet:
Die Liebesgeschichte von Kkamini und Rahul
Kamna ändert ihren Namen in Kkamini und heuert Babu als Manager an. Fortan gilt sie als vielversprechender Nachwuchsstar in Bollywood. Dennoch möchte sie ihren Image als Itemqueen ändern, um als seriöse Schauspielerin ernst genommen zu werden. Ihr Traum ist es eine Hauptrolle bei einem Karan-Johar-Film zu ergattern. Bei einer Pressekonferenz gibt sie an in einen gewissen Mann namens Rahul verliebt zu sein. Als in London tatsächlich sich ein Mann als ihren Kindheitsfreund Rahul ausgibt, bleibt Kkamini nichts anderes übrig als das erfundene Spiel mitzuspielen. Letztendlich verlieben sich beide ineinander und Rahul stellt sie vor der Entscheidung – entweder er oder ihre Karriere.
Liebesgeschichte von Gia und Shiven
Gia Bakshi lebt bei ihrem Vater Colonel Bakshi und verliebt sich in den Partylöwen Shiven. Beide sind auch schon verlobt und wollen bald heiraten. Bis Shiven aufgrund von Jaggus Geschichten über die Ehe, bammeln davor kriegt. Deshalb verlässt er Gia, die aus trotz einer arrangierten Ehe mit Rohit zustimmt.
Liebesgeschichte von Seema, Vinay und Anjali
Vinay ist bereits seit 15 Jahren mit der perfekten Ehefrau Seema verheiratet. Auch alles andere scheint nach außen hin perfekt: Seine zwei Kinder, der gutbezahlte Job, das große Haus in London. Doch dies alles füllt nicht die Leere in seinem Leben. Eines Tages trifft er im Zug die halb so alte Anjali und beginnt eine Affäre mit ihr. Als Seema sich für Gias Hochzeit die nötigen Vorbereitungen zur Abreise trifft, erwischt Seema die beiden umarmend in Vinays Büro. Sie verlässt ihn.
Liebesgeschichte von Tehzeeb und Ashutosh
Ashutosh verliebt sich in die TV-Reporterin Tehzeeb und macht ihr vor laufender Kamera einen Heiratsantrag. Sein Vater ist gegen die Heirat, weil Tehzeep Muslimin ist. Nach zwei Jahren glücklicher Ehe, passiert ein Unglück. Bei einer Zugentgleisung ist Tehzeeb unter den Verletzten und verliert ihr Gedächtnis. Ashutoshs Versuche Tehzeeb ihre Erinnerungen an ihn zurückzuerlangen, scheitern, sodass Tehzeeb mit den Gedanken spielt wieder in ihre Elternhaus zurückzukehren.
Liebesgeschichte von Stephanie und Raju
Raju ist Taxifahrer und träumt davon endlich seiner Traumfrau zu begegnen. Tatsächlich begegnet er ihr auch. Es ist Stephanie, die um die halbe Welt reist, um ihren Freund Rohit wieder zurückzugewinnen. Gemeinsam reisen sie durch halb Indien und als sie Rohit endlich finden, ist er gerade dabei Gia zu heiraten.
Liebesgeschichte von Phoolwati und Ram
Ram heiratet die attraktive Phoolwati und freut sich schon auf die Hochzeitsnacht. Doch da geht alles schief. Während einer romantischen Annäherung, fackeln sie versehentlich das ganze Haus ab. Und auch bei der nächsten Gelegenheit will es einfach nicht klappen.

## Musik
| Songtitel     | Sänger/in                                                                      |
| ------------- | ------------------------------------------------------------------------------ |
| Dil Kya Kare  | Adnan Sami                                                                     |
| Saiyaan Re    | Shankar Mahadevan, Shilpa Rao, Loy Mendonsa                                    |
| Mera Dil      | Sänger, Nihira Joshi                                                           |
| Salaam-e-Ishq | Sonu Nigam, Shreya Ghoshal, Kunal Ganjawala, Sadhana Sargam, Shankar Mahadevan |
| Tenu Leke     | Sonu Nigam, Mahalakshmi Iyer                                                   |
| Babuji        | Nihira Joshi                                                                   |
| Ya Rabba      | Kailash Kher                                                                   |

Der Song Babuji Dheere Jalna, oder auch nur Babuji genannt, ist die Coverversion von Geeta Dutts gleichnamigen Song aus dem Film Aar Paar, wobei auch dieser dem Original Quizás, quizás, quizás ähnelt.

## Trivia
- Die Kinofassung des Films war 217 Minuten lang.
- Karan Johar ist in dem ganzen Film nicht zu sehen, sondern nur am Telefon zu hören.
- In Deutschland erschien Salaam-E-Ishq als Synchronfassung erstmals auf DVD am 26. September 2008, herausgegeben vom Filmlabel Rapid Eye Movies.
- Die deutsche Erstausstrahlung fand ungekürzt im Abendprogramm des Pay-TV-Senders Passion am 22. August 2010 statt.

## Synchronisation
| Darsteller     | Rolle            | Synchronsprecher  |
| -------------- | ---------------- | ----------------- |
| Salman Khan    | Raúl / Rahul     | Ole Pfennig       |
| Anil Kapoor    | Vinay Malhotra   | Bernd Vollbrecht  |
| Akshaye Khanna | Shiven Dungarpur | Peter Flechtner   |
| Ayesha Takia   | Gia Bakshi       | Melanie Hinze     |
| John Abraham   | Ashutosh Raina   | Thomas Nero Wolff |
| Vidya Balan    | Tehzeeb Hussain  | Luise Helm        |
| Govinda        | Raju             | Stefan Fredrich   |
| Shannon Esra   | Stephanie        | Vera Teltz        |
| Anjana Sukhani | Anjali           | Kristina Tietz    |
| Tinnu Anand    | Babu             | Kaspar Eichel     |
| Kushal Punjabi | Rohit Chaddha    | Kim Hasper        |

## Kritik
„Salaam-e-Ishq ist kein grossartig innovatives oder umwerfendes Kino, aber unterhaltsam in allen Belangen. Wenn ein Film es schafft, dreieinhalb Stunden lang das Interesse wach zu halten, verdient er alleine schon Beachtung. Advani gelingt es nämlich, in jeder Szene etwas zu vermitteln - was nicht in allen Bollywoodfilmen der Fall ist.(...) "Salaam-e-Ishq" ist aufgeblasenes Bollywood-Starkino, dessen Protagonisten jeder Fan gerne zuschaut und dazu noch einen erstklassigen Soundtrack geliefert bekommt.“

„Indischer Liebesreigen um sechs Paare, die sich ihrer Sache ganz, nicht ganz, nicht mehr sicher oder äußerst unsicher geworden sind und im Wirrwarr ihrer Gefühle den richtigen Weg suchen. Ein Ensemble-Film mit Starbesetzung, der seine zwar abwechslungsreiche, auf Dauer aber doch ermüdende Geschichte allzu breit ausdehnt, weil er nicht auf die gängigen Bollywood-Zutaten verzichten will.“